# جی. جی. سی. اسمارت
جان جیمیسون کارزول «جک» اسمارت (به انگلیسی: J. J. C. Smart) (۱۶ سپتامبر ۱۹۲۰–۶ اکتبر ۲۰۱۲) فیلسوف استرالیایی و استاد بازنشسته دانشگاه ملی استرالیا بود.
زمینه کاری او متافیزیک، فلسفه علم، فلسفه ذهن، فلسفه دین و فلسفه سیاسی بود.

## زندگی‌نامه
اسمارت در کمبریج به پدر و مادری اسکاتلندی زاده شد، و آموزش را به صورت محلی در مدرسه لیز آغاز کرد، که مدرسه شبانه‌روزی پیشرو در منطقه بود. برادران کوچک‌تر او نیز استاد دانشگاه در رشته‌های مختلف شدند. پدر آنها ویلیام مارشال اسمارت ستاره‌شناس دانشگاه کمبریج و بعدها استاد منصوب ستاره‌شناسی در گلاسکو بود. در سال ۱۹۴۶، جک اسمارت از دانشگاه گلاسکو با مدرک فوق هنر و در ۱۹۴۸ با لیسانس فلسفه در آکسفورد فارغ‌التحصیل شد. وی سپس در کالج کورپوس کریستی آکسفورد به مدت دو سال به عنوان دستیار پژوهشی کار کرد.
او در اوت ۱۹۵۰ به استرالیا رسید و کرسی فلسفه در دانشگاه آدلاید را بین ۱۹۵۰ تا ۱۹۷۲ در اختیار داشت. پس از ۲۰ سال در آدلاید، او به دانشگاه لاتروب نقل مکان کرد، و از ۷۶–۱۹۷۲ خواننده فلسفه بود. سپس به دانشگاه ملی استرالیا رفت و از ۱۹۷۶ تا ۱۹۸۵ استاد فلسفه در دانشکده پژوهش‌های علوم اجتماعی بود، جایی که هم‌اکنون سخنرانی‌های سالانه جک اسمارت به افتخار او برگزار می‌شود. بعد از بازنشستگی او استاد امریتوس دانشگاه موناش بود.
در سال ۱۹۹۰ جایزه همنشین بخش عمومی فرمان استرالیا به او اهدا شد. در ۱۹۹۱ او عضو افتخارجی کالج کورپوس کریستی، در دانشگاه آکسفورد شد، و در ۲۰۱۰ به عنوان همکار افتخاری کالج کوئین آکسفورد انتخاب گردید.

## متافیزیک
مشارکت عمده اسمارت در متافیزیک در زمینه فلسفه زمان بوده‌است. او از مدافعان تأثیرگذار نظریه-ب زمان و امتدادگرایی بود.
مهمترین برهان او در این زمینه دربارهٔ گذر زمان بود، که او آن را یک توهم می‌دانست. او استدلال نمود که اگر زمان واقعاً بگذرد در آن صورت منطقی خواهد بود که بپرسیم با چه نرخی می‌گذرد، ولی این نیازمند یک بعد-زمان دومی خواهد بود که بتوان از طریق آن گذر زمان را سنجید. این به نوبه خود به مشکل مشابهی برمی‌خورد، و در این صورت باید بعد-زمان سومی وجود داشته باشد و الی آخر. این برهان به نام برهان سرعت گذر زمان شناخته می‌شود.
اسمارت عقیده خود را دربارهٔ طبیعت و علل توهم گذر زمان عوض کرد. در دهه ۱۹۵۰ او بر این بود که علت این امر استفاده از زبان انسان‌محور برای زمان بود. او بعدها این توضیح زبان‌شناختی را کنار نهاد و توضیح روان‌شناختی را قبول کرد، که بر اساس آن توهم گذر زمان به علت گذر خاطره‌ها از حافظه کوتاه‌مدت به حافظه بلندمدت اتفاق می‌افتد.

## فلسفه ذهن
در مورد فلسفه ذهن، اسمارت یک فیزیکالیست بود. در دهه ۱۹۵۰، او به همراه یولین پلیس یکی از بنیان‌گذاران نظریه این‌همانی ذهن بود. این نظریه مدعی آن بود که حالت‌ها و فرایندهای ذهن مساوی حالت‌ها و فرایندهای مغز است. در ابتدا این دیدگاه توسط برخی مخالفان‌اش «ماتریالیسم استرالیایی» خوانده می‌شد، به این دلیل که به کلیشه استرلیایی خاکی بودن و ساده‌لوح بودن اشاره می‌کرد.
نظریه شناسایی اسمارت با برخی ایرادهای واردشده بر فیزیکالیسم سروکار داشت، که تز این‌همانی ذهن-مغز را با دیگر تزهای شناسایی در علم مقایسه می‌کردند، مثل این تز که رعدوبرق، تخلیه الکتریکی است، یا ستاره صبحگاهی ستاره عصرگاهی است. هرچند این تزهای شناسایی موجب معمای مرجع و معنی گوتلوب فرگه شد، در موارد علمی نامعقول است که برخی از این ایده‌ها به خاطر تزهای شناسایی رد شوند. به این دلیل که بسیاری از معماهای پیش روی فیزیکالیسم شبیه تزهای شناسایی علمی هستند، رد فیزیکالیسم بر این اساس که موجب به وجود آمدن این معماها می‌شوند نامعقول است.

## فلسفه اخلاق
در زمینه فلسفه اخلاق، اسمارت طرفدار فایده‌گرایی بود. به‌طور خاص، او طرفدار فایده‌گرایی عمل یا «افراطی» در مقابل فایده‌گرایی قاعده یا «محدود» بود. اسمارت تمایز این دو نظریه اخلاقی را در مقاله فایده‌گرایی افراطی و محدود شرح داده‌است.
اسمارت دو استدلال در مقابل فایده‌گرایی قاعده (محدود) آورد. طبق استدلال اولی، فایده‌گرایی قاعده به فایده‌گرایی عمل فرومی‌ریزد زیر هیچ معیار کافی در مورد آنچه بتوان «قاعده» دانست وجود ندارد. طبق استدلال دوم، حتی اگر چنان معیاری وجود داشته باشد، فایده‌گرایی قاعده محکوم به پذیرش یک قاعده حتی در صورت بهتر بودن شکستن آن قاعده است، که اسمارت آن را «پرستش خرافاتی قاعده» نامید.
دیگر جنبه تئوری اخلاقی اسمارت، پذیرش نظریه ترجیح رفاه است، که با لذت‌گرایی مرتبط با فایده گرایی‌های کلاسیک مثل فایده‌گرایی جرمی بنتام تفاوت دارد. ترکیب نظریه ترجیح و پیامدگرایی از جانب اسمارات گاهی «فایده‌گرایی ترجیحی» خوانده می‌شود.
استدلال‌های اسمارت علیه فایده‌گرایی قاعده‌مند بسیار تأثیرگذار بوده، و موجب کاهش محبوبیت آن نزد دانشمندان اخلاق در سده ۲۰ام گردید. دفاعیه‌های او از فایده‌گرایی عمل کمتر شناخته شده‌است، ولی بر روی فیلسوفانی که به کار یا تحصیل در استرالیا پرداخته‌اند تأثیرگذار بوده‌است؛ از جمله فرانک جکسون، فیلیپ پتیت و پیتر سینگر.